# Bougé-Chambalud
Bougé-Chambalud település Franciaországban, Isère megyében. Lakosainak száma 1469 fő (2022. január 1.). Bougé-Chambalud Sonnay, Anneyron, Épinouze, Saint-Rambert-d’Albon, Agnin, Anjou, Chanas és Jarcieu községekkel határos.

## Népesség
A település népességének változása:
| Lakosok száma | 789  | 672  | 814  | 1128 | 1397 | 1395 | 1375 | 1351 | 1381 | 1469 |
|               | 1968 | 1982 | 1990 | 2006 | 2013 | 2015 | 2017 | 2019 | 2020 | 2022 |